# Palparini
Palparini es una tribu de insectos de Myrmeleontidae ("león de hormigas") de la subfamilia Palparinae.

## Géneros
- Crambomorphus
- Golafrus
- Goniocercus
- Indopalpares
- Lachlathetes
- Negretus
- Nosa
- Palparellus
- Palpares
- Pamares
- Pamexis
- Pantherleon
- Parapalpares
- Pseudopalpares
- Stenares
- Tomatarella
- Tomatares
- Valignanus